# Ganderkesee
Ganderkesee (dolnoniem. Gannerseer) – gmina samodzielna (niem. Einheitsgemeinde) w Niemczech, w kraju związkowym Dolna Saksonia, w powiecie Oldenburg.

## Zabytki
- Kościół śś. Cypriana i Korneliusza z XV wieku,
- kościół św. Katarzyny w dzielnicy Schönemoor,
- Stedingsehre, scena plenerowa w dzielnicy Bookholzberg.